# Вентильный реактивный электродвигатель

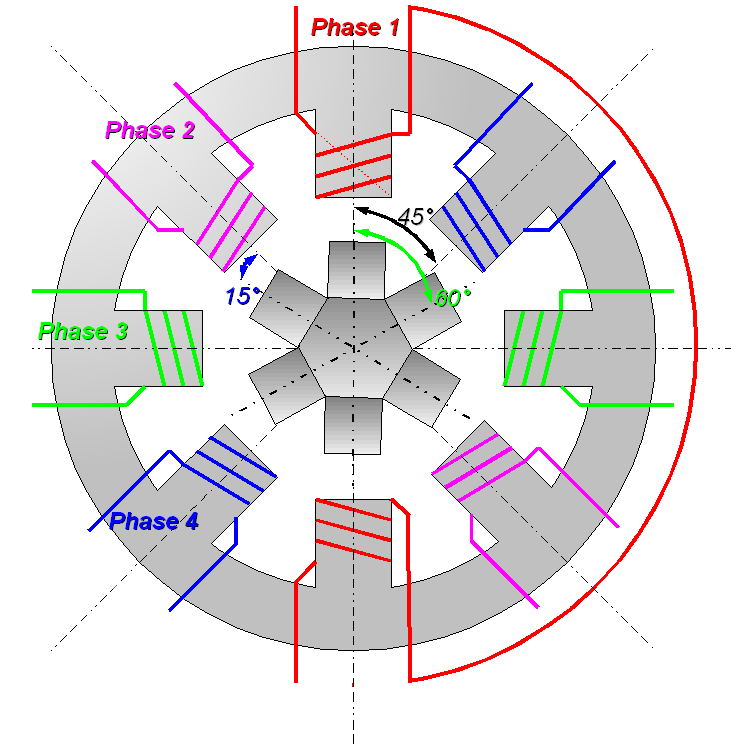
Сечение ВРД с 8 статорными и 6 роторными полюсами

Сечение ВРД с 6 статорными и 4 роторными полюсами

Вентильный реактивный электродвигатель (ВРД) — бесколлекторная синхронная машина, на обмотки статора которой подаются импульсы напряжения управляемой частоты, создающие вращающееся магнитное поле. Также известен под названием вентильно-индукторный двигатель, а устоявшийся англоязычный термин Switched Reluctance Motor (SRM). Вращающий момент возникает за счёт стремления ротора к положению, при котором магнитный поток статора проходит по оси ротора, изготовленного из магнитомягкого материала, с наименьшим магнитным сопротивлением. Стоит различать данную электрическую машину и вентильно-индукторный двигатель с независимым возбуждением, а также синхронный реактивный электродвигатель (synchronous reluctance motor), принцип формирования электрического момента и способ управления для которых иной.

## Достоинства
Вентильные реактивные электродвигатели/генераторы имеют следующие достоинства:
Простая конструкция
Ротор и статор выполнены в виде пакетов листового магнитомягкого материала. На роторе ВРД отсутствуют обмотки и постоянные магниты. Фазные обмотки находятся только на статоре. Для уменьшения трудоёмкости изготовления катушек обмотки статора могут изготавливаться отдельно, а затем надеваться на полюсы статора.
Высокая ремонтопригодность
Простота обмотки статора повышает ремонтопригодность ВРД/ВРГ, так как для ремонта достаточно сменить вышедшую из строя катушку.
Отсутствие механического коммутатора
Управление электромеханическим преобразователем электропривода/генератора осуществляется с помощью высокоэффективных силовых полупроводниковых элементов — IGBT или MOSFET (HEXFET) транзисторов, надёжность которых существенно превышает надёжность механических деталей — коллекторов, щёток.
Отсутствие постоянных магнитов
ВРД/ВРГ не содержит постоянных магнитов ни на роторе, ни на статоре, при этом он успешно конкурирует по характеристикам с вентильными электрическими двигателями с постоянными магнитами (ВЭДПМ). В среднем, при одинаковых электрических и весогабаритных характеристиках ВРД/ВРГ имеет в 4 раза меньшую стоимость, значительно большую надёжность, более широкий диапазон частот вращения, более широкий диапазон рабочих температур. Конструктивно, по сравнению с ВЭДПМ, ВРД/ВРГ, не имеет ограничения по мощности (практически, мощность ВЭДПМ ограничивается пределом около 40 кВт). ВЭДПМ требуют защиты от металлической пыли, боятся перегрева и сильных электромагнитных полей, в случае короткого замыкания обмотки превращаются в самовозгорающуюся систему. Вентильные реактивные электродвигатели/генераторы свободны от всех этих недостатков.
Малое количество меди
На изготовление ВРД/ВРГ требуется в среднем в 2-3 раза меньше меди, чем для коллекторного электродвигателя такой же мощности, и в 1,3 раза меньше меди, чем для асинхронного электродвигателя.
Tепловыделение происходит в основном только на статоре, при этом легко обеспечивается герметичная конструкция, воздушное или водяное охлаждение
В рабочем режиме не требуется охлаждение ротора. Для охлаждения ВРД/ВРГ достаточно использовать наружную поверхность статора.
Высокие массогабаритные характеристики
В большинстве случаев ВРД/ВРГ может быть выполнен с полым ротором. Толщина спинки ротора при этом должна быть не менее половины ширины полюса. Подбором количества полюсов статора и ротора могут быть оптимизированы массогабаритные характеристики электродвигателя/генератора, его мощность при заданном моменте и диапазоне частоты вращения.
Низкая трудоёмкость
Простота конструкции ВРД/ВРГ снижает трудоёмкость его изготовления. В сущности, его можно изготовить даже на не специализирующемся в области электромашиностроения промышленном предприятии. Для серийного производства ВРД/ВРГ требуется обычное механическое оборудование — штампы для изготовления шихтованных сердечников статора и ротора, токарные и фрезерные станки для обработки валов и корпусных деталей. Трудоёмкие и сложные в технологическом отношении операции, например изготовление коллектора и щёток коллекторного электродвигателя или заливка клетки ротора асинхронного двигателя, здесь отсутствуют. По предварительным оценкам трудоёмкость изготовления ЭМП вентильного реактивного электродвигателя составляет на 70 % меньше трудоёмкости изготовления коллекторного и на 40 % меньше трудоёмкости изготовления асинхронного электродвигателя.
Гибкость компоновки
Простота обмотки статора и отсутствие обмотки и магнитов на роторе обеспечивает ВРД/ВРГ высокую гибкость компоновки. Конструкция электродвигателя/генератора может быть плоской, вытянутой, обращённой, секторной, линейной. Для выпуска целого типоряда электродвигателей/генераторов с различной мощностью можно использовать один и тот же комплект штампов для вырубки ротора и статора, поскольку для увеличения мощности достаточно увеличить соответственно длину набора ротора и статора. Не составляет труда изготовление машины с расположением статора как снаружи ротора, так и наоборот, а также встраивание электроники в корпус машины. Изменение коэффициента электромагнитной редукции позволяет создавать машины для облегчённых и, напротив, тяжёлых условий работы, включая моментные двигатели. Для привода некоторых рабочих машин выгоднее иметь линейные электродвигатели с возвратно-поступательным перемещением зубцового штока (аналога ротора). В ряде случаев может быть использована давно известная, но неэффективная в случае асинхронного электродвигателя конструкция дугостаторной машины, статор которой охватывает доступную для размещения дугу окружности ротора, в качестве которого может использоваться вал с зубчатым колесом.
Высокая надёжность
Простота конструкции обеспечивает ВРД/ВРГ более высокую безотказность, чем безотказность других типов электрических машин. Конструктивная и электрическая независимость фазных обмоток обеспечивает работоспособность ВРД даже в случае полного замыкания полюсной катушки одной из фаз. ВРГ остаётся работоспособным даже после выхода из строя одной или двух фаз.
Широкий диапазон частот вращения (от единиц до сотен тысяч об/мин)
Электромагнитная редукция позволяет создавать малогабаритные «моментные» электродвигатели для приводов роботов, манипуляторов и других низкооборотных механизмов или низкооборотные высокоэффективные генераторы для ветровых или волновых электростанций. В то же время частота вращения быстроходных ВРД/ВРГ может превышать 100000 об/мин.
Высокий КПД в широком диапазоне частот вращения
Практически достижимый КПД вентильного реактивного электродвигателя/генератора мощностью 1 КВт может доходить до 90 % в диапазоне 5-10-кратной перестройки частоты вращения. КПД более мощных электрических машин может достигать 95-98 %.
ВРД часто путают с синхронным реактивным электродвигателем (СРД), обмотки якоря которого питаются синусоидально изменяющимися напряжениями без обратной связи по положению ротора. СРД имеет низкий КПД, который не превышает 50 % для маломощных электродвигателей и до 70 % для мощных электрических машин.
Импульсный характер питания ЭМП обеспечивает удобную стыковку с современной цифровой электроникой
Поскольку ВРД/ВРГ питается (возбуждается) однополярными импульсами, для управления ЭМП требуется простой электронный коммутатор. Управляя скважностью импульсов силовых транзисторов электронного коммутатора можно плавно изменять форму импульсов тока фазных обмоток электродвигателя или генератора.
Электронное управление электрическими и механическими характеристиками, режимом работы
Естественная механическая характеристика ВРД/ВРГ определяется реактивным принципом действия электрической машины и близка к гиперболической форме. Основное свойство такой характеристики — постоянство мощности на валу машины — оказывается чрезвычайно полезным для электроприводов с ограниченной мощностью источника, так как при этом легко реализуется условие его неперегружаемости. Применение замкнутой системы управления с обратными связями по скорости и нагрузке позволяет получить механические характеристики любой заданной формы, включая абсолютно жёсткие (астатические), и не ведёт к существенному усложнению системы управления. Фактически поле доступных механических характеристик непрерывным образом покрывает все четыре квадранта плоскости момент-скорость в пределах области ограничений конкретного электропривода.
Низкая стоимость электромеханического преобразователя
Стоимость ВРД оказывается самой низкой из всех известных конструкций электрических машин. Дорогостоящим в рассматриваемой системе электропривода можно считать электронный преобразователь, который является обязательным элементом всех современных регулируемых электроприводов. Однако, цены на изделия силовой электроники по мере развития масштабов производства имеют устойчивую тенденцию к снижению. Исключение из состава ВРД/ВРГ коммутационных аппаратов, для изготовления которых необходима непрерывно дорожающая медь, также способствует уменьшению стоимости.
Наконец, экономическая эффективность ВРД повышается также в результате существенно меньшего расхода электроэнергии, обусловленного высоким КПД электродвигателя и применением наиболее экономичных стратегий управления в динамических режимах работы.

## Недостатки
Вентильные реактивные электродвигатели/генераторы имеют следующие недостатки:
низкий коэффициент мощности
Он обусловлен значительной величиной намагничивающей составляющей тока статора.
низкий КПД при небольших мощностях
В реактивных двигателях мощностью в несколько десятков Вт КПД составляет 30-40 %, а в двигателях мощностью до 10 Вт — не превышает 10 %.
по габаритам реактивные двигатели больше синхронных и асинхронных двигателей
Это объясняется низким КПД, малым {\displaystyle \cos(\varphi )} и небольшой величиной реактивного момента.